# Słone (przystanek kolejowy)
Słone – zlikwidowany przystanek osobowy w Słonem, w gminie Świdnica, w powiecie zielonogórskim, w województwie lubuskim. Położony jest przy linii kolejowej z Zielonej Góry do Żar. Został oddany do użytku w 1904 roku. W 2023 r. PKP PLK zapowiedziało odbudowę przystanku.